# Bildstock (Großenbrach, Nähe Hauptstraße)

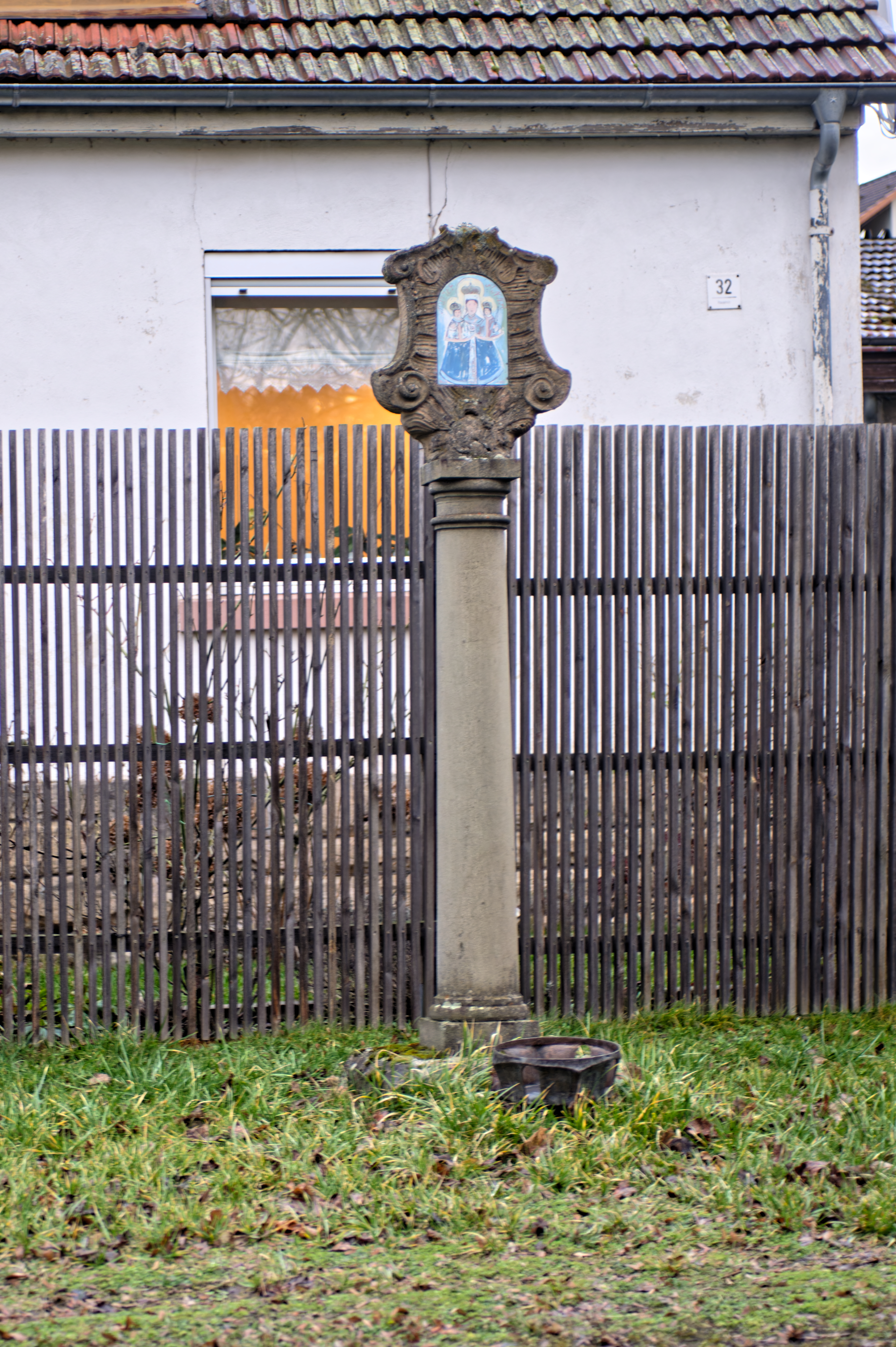
Bildstock, Großenbrach, nahe der Hauptstraße

Der Bildstock Nähe Hauptstraße ist ein Flurdenkmal in Großenbrach, einem Gemeindeteil im Markt Bad Bocklet im unterfränkischen Landkreis Bad Kissingen. Der Bildstock gehört zu den Baudenkmälern von Bad Bocklet und ist unter der Nummer D-6-72-112-95 in der Bayerischen Denkmalliste registriert.

## Beschreibung
Der Bildstock besteht aus Sandstein und entstand seiner Formensprache nach in der zweiten Hälfte des 18. Jahrhunderts.
Die Rundsäule ist 116 cm hoch und wird oben von einem doppelten Ringwulst abgeschlossen. Die flache Aufsatztafel ist 67 cm hoch und zeigt beidseitig einen geschwungenen Muschelwerkrahmen. Die Bildnische enthält eine moderne, bemalte Blechtafel mit einem Madonnenbild. Die einst leeren Bildnischen mit Dübellöchern trugen sicherlich vorher ursprünglich andere bemalte Blechtafeln. Die darunter befindlichen Kartuschen tragen keine Inschrift.
Die ehemalige Bekrönung des Aufsatzes ist abgebrochen.
Die Initialen und die Jahreszahl „MG 1876“ an der Säule beziehen sich wahrscheinlich auf eine Renovierung oder Wiederaufstellung. Auch Eisenklammern und Eisenband am Aufsatz sprechen dafür.